# Институт проблем освоения Севера СО РАН
Институт проблем освоения Севера СО РАН — институт Тюменского научного центра Сибирского Отделения Академии Наук; с 2018 года структурное подразделение ФГБУН «ФИЦ Тюменский научный центр Сибирского отделения Российской академии наук». Расположен в Тюмени.

## Общие сведения
Общее направление научных исследований, закрепленное в Уставе института — проведение фундаментальных, поисковых и прикладных научных исследований, направленных на получение новых знаний в области изучения проблем взаимодействия человека, природы и общества, этногенеза, этнической истории древних и современных обитателей Северной Азии в контексте культурного многообразия, эколого-ландшафтного окружения и адаптационных возможностей.
В институте реализуются следующие ключевые направления научных работ:
Археологические исследования (поиск и раскопки поселений и могильников, изучение древних технологий, жизнеобеспечения и особенностей расселения древнего населения на территории Западной Сибири в голоцене)
Этнология и этнография народов Западной Сибири и прилегающих регионов (этническое и социально-демографическое развитие, традиционная хозяйственная деятельность, этническая экология, социокультурная адаптация, демография, семейно-брачные традиции, духовная и материальная культура населения региона)
Антропология (физическая, историческая, культурная, социальная: палеоантропологические исследования древних коллективов и антропологическое своеобразия современных коренных народов, этнокультурные особенности, социальная история, формировании регионального культурного ландшафта)
Экология и геоэкология (изучение биоразнообразия в условиях изменения климата и режима природопользования, особо охраняемые природные территории, географические и экологические основы рационального природопользования и устойчивого развития северных районов Западной Сибири).

## История
Институт был основан 15 декабря 1985 года согласно постановлению ЦК КПСС и Совета Министров СССР от 20.08.85 № 797 и постановлением Президиума АН СССР от 28.11.85 г. № 1223.
В первоначальный состав института вошли отделение инженерной геокриологии Института геологии и геофизики СО АН СССР, отдел экономических исследований Института экономики и организации промышленного производства СО АН СССР и лаборатория оптимизации развития и функционирования Западно-Сибирского топливно-энергетического комплекса Сибирского энергетического института с проектной численностью 500 чел. и 15 структурными подразделениями. С 1 октября 1990 года на базе Института в городе Тюмени был организован Тюменский научный центр СО АН СССР. Численность сотрудников изменялась от 305 (1990 год) до 54 человек (2010 год). В 1989 была создана Лаборатория языков и культуры коренных народов Сибирского Севера, первый заведующий — О. А. Донских. В 1990 году появилась лаборатория археологии, в создании которой принимал участие А. В. Матвеев.
Кроме того, на базе лабораторий института позднее были созданы ещё два института, которые в дальнейшем отделились от него. Сначала в 1988 году на основе постановления СО РАН № 493 от 05.11.88 г. от ИПОС СО РАН отделился Институт механики многофазных систем. А затем в 1991 году на основе постановления СО РАН № 261 от 07.05.91 г. от ИПОС СОРАН отделился Институт криосферы Земли.

## Директора
Первым директором-организатором был профессор В. П. Мельников, доктор геолого-минералогических наук, академик РАН. В дальнейшем институт возглавляли:
- 1991—2007 — профессор В. Р. Цибульский, доктор технических наук.
- 2007—2018 — д.и.н А. Н. Багашев.
- 2018—2021 — к.г.-м.н. Н. Е. Рябогина.
- 2021—2022 — к.и.н О. Ю. Зимина.
- 2022 — к.б.н С. М. Слепченко.

## Структура
В составе института следующие научные подразделения:
- Сектор физической антропологии;
- Сектор этнологии;
- Сектор социальной антропологии;
- Сектор археологии;
- Сектор археологических и природных реконструкций;
- Сектор геоэкологии;
- Сектор биоразнообразия и динамики природных комплексов.

## Электронные научные издания
Институт издаёт несколько электронных научных изданий, статьи которых находятся в свободном доступе в интернете.
- Вестник археологии, антропологии и этнографии, ISSN 2071-0437 (основан в 1997 году, выходит два раза в год, главный редактор — д.и.н. А. Н. Багашев)[4]
- Вестник кибернетики, ISSN 1999-7604 (основан в 2002 году, выходит один раз в год, главный редактор — д.т. н., проф. В. Р. Цибульский)[5]
- Вестник экологии, лесоведения и ландшафтоведения, ISSN 2071-0429 (основан в 2000 году, выходит один раз в год, главный редактор — д.б.н. С. П. Арефьев)[6]